# La legge dell'ospitalità
La legge dell'ospitalità (Our Hospitality) è un film del 1923 diretto da Buster Keaton.
È l'ultimo film per Keaton interpretato dal caratterista Joe Roberts, amico del regista e abituale comprimario in molti suoi film, che venne colpito da ictus durante le riprese. L'attore morì a causa di un ictus successivo quando venne completato il film.
In questo film compaiono tre generazioni dei Keaton: Buster, suo padre nel ruolo di un ingegnere e il figlio di Buster nel ruolo di McKay da bebè all'inizio del film.
Il film è noto anche con il titolo Accidenti che ospitalità.

## Trama
Le famiglie McKay e Canfield sono afflitte da un'eterna faida. I due capi famiglia si scontrano a duello e si uccidono a vicenda lasciando l'amaro compito di essere vendicati alla loro prole. Il giovane McKay tuttavia, non viene allevato nell'odio ma dato in affidamento ad una famiglia di New York. L'uomo crescerà all'oscuro della faida tra la sua famiglia e i Canfield sino all'età di 21 anni quando erediterà tutti i possedimenti dei McKay e dovrà quindi recarsi al suo paese natale per prendere possesso delle proprietà ereditate. Durante il viaggio in treno stringe amicizia con una giovane donna che si rivelerà essere figlia di Joseph Canfield, attuale capofamiglia dei Canfield che, quando saprà dell'arrivo del McKay darà il via a una caccia per tutto il paese e il giovane sarà vittima dei loro continui attentati. Solo l'amore tra i due porterà equilibrio e pace tra le due famiglie.